# Вавилонска библиотека
„Вавилонска библиотека” (шп. La biblioteca de Babel) представља кратку причу аргентинског писца и библиотекара Хорхе Луис Борхеса (1899. – 1986.), у којој је свемир замишљен у облику огромне библиотеке, која садржи све могуће књиге са 410 страница, у одређеном формату, са коришћењем слова из стриктно дефинисаног скупа знакова.
Прича је првобитно објављена у Шпанији 1941. године, као део Борхесове збирке прича „Врт са стазама које се рачвају” (шп. El Jardín de senderos que se bifurcan). Та књига је у целини уврштена у високо тиражну књигу „Маштарије”, из 1944. године.

## Опис дела
Борхесов приповедач описује како се Универзум састоји од огромног броја суседних шестоугаоних просторија, од којих свака садржи четири зида полица са књигама. Иако је редослед и садржај књига случајан и изгледа потпуно бесмислено, становници верују да књиге садрже све могуће комбинације 25 основних језичких знакова (22 слова, тачку, зарез и размак). Иако је огромна већина књига у овом Универзуму потпуно бесмислена, у библиотеци такође мора да се налази свака смислена књига икада написана, или књига која ће можда једног дана бити написана, и све могуће пермутације или врло мало измењене верзије сваке од ових књига. Приповедач примећује да библиотека треба да садржи многе корисне информације, укључујући и предвиђања будућности, биографије сваког човека, и превођење сваке књиге на све језике. Такође, за многе књиге које делују бесмислено, може се развити језик у коме ће текст бити читљив, те би на том језику имали огромну количину разноврсног садржаја.
Са друге стране, због огромне количине информација, све књиге су потпуно бескорисне за читаоца, што библиотекара води у стање суицидалног очаја. То чини неке библиотекаре сујеверним, те одређене групе постају „Чистиоци”, који произвољно уништавају књиге, које они сматрају неразумним, док лутају у библиотеци у потрази за „Крмезним шестоугаоником” и његовим свемоћним, илустрованим, магичним књигама смањеног формата. Други сматрају да, пошто све књиге постоје у библиотеци, негде у једној од књига би требало да се налази сажетак свих осталих књига; неки чак верују да постоји месија, познат као „Човек из Књиге” који је прочитао књигу са садржајем библиотеке, и они путују по библиотеци, тражећи месију.

## Мотиви
Овом причом се понавља тема Борхесовог есеја из 1939. „Потпуна библиотека” (шп. La biblioteca total), у којој се понавља тема Курда Ласвица из његове приче из 1901. „Универзална библиотека”.
Многи од Борхесових карактеристичних мотива се налазе у причи, укључујући и бесконачност, стварност, кабализам, и лавиринте. Концепт библиотеке често се пореди са Бореловом теоремом бесконачног мајмуна. Мајмуни и дактилографи се не помињу у „Вавилонској библиотеци”, иако Борхес истиче ову аналогију у делу „Потпуна библиотека”: „[И] пола туцета мајмуна са писаћим машинама би, за неколико вечности, написали сва дела у Британском музеју”. У овој причи, најближа аналогија је: „Једна богохулна секта предложила је да се трагања окончају и да сви стану мешати слова и симболе како би некако васпоставили, уз дарежљиву наклоност случаја, поменуте канонске књиге”.
Борхес говори о сличној идеји у књизи из 1975. године „Књига песка”, у којој је бескрајна књига (или књига са непознатим бројем страница), што се мало разликује од бескрајне библиотеке. Поред тога, Књига песка написана је на непознатом писму и за њен садржај није сигурно да је случајан.
Још једна слична идеја долази од италијанског математичара Бонавентуре Кавалијерија, који тврди да свако чврсто тело може да се представи коришћењем бесконачног броја равни.
Концепт библиотеке је такође отворено аналоган виђењу свемира као сфере, чији је центар свуда, а обим нигде. Математичар и филозоф Блез Паскал је употребио ову метафору, а у ранијем есеју Борхес је приметио да Паскалов рукопис ову сферу назива effroyable, или „застрашујућа”.
У сваком случају, библиотека која садржи све могуће књиге, насумице поређане, може такође бити и библиотека без књига, јер би свака корисна информација била дубоко закопана и немогуће је разазнати од свих њених могућих форми и лажних информација. Отварање на насумичну страницу насумичне књиге унутар Библиотеке је симулисано на неким веб-сајтовима који креирају странице пуне насумичних слова.
Цитат са почетка приче „By this art you may contemplate the variation of the twenty-three letters” је из књиге Анатомија меланхолије аутора Роберта Бартона, који је књигу написао 1621. године.

## Филозофски мотиви
Постоје бројни филозофски мотиви идеје о коначној библиотеци која садржи све могуће књиге. Свака књига у библиотеци је „разумљива” ако се исправно декодира, једноставно зато што се може декодирати из било које друге књиге у библиотеци, користећи трећу књигу као једнократни кључ. Ту је прожета и филозофска идеја Имануела Канта, да наш ум доприноси изградњи стварности; па су правила стварности (онакве каквом је спознајемо) суштинска за ум. Дакле, ако препознамо ова правила, можемо боље разумети „стварност”. Може се тврдити да су ова правила садржана у крмезној шестоугаоној соби, која је кључ за декодирање других. Библиотека постаје искушење, чак и опсесија, јер садржи те драгуље просветљења, које затрпава у обмани. На психолошком нивоу, бесконачно складиште информација представља препреку, јер мами на писање сопствене књиге (тј. живети свој живот). Било шта што би написали, наравно, већ постоји. Текст је већ постојао теоретски, али аутор га проналази сопственом маштом. Друга импликација је аргумент против одређених доказа о постојању Бога, највише против доказа Дајвида Хјума, који користи мисаони експеримент у коме замишља сличну библиотеку коју не ствара човеков ум, већ сама природа.

### Лингвистичка стварност
У главним теоријама синтаксе природног језика, сваки добро формиран низ знакова може се искористити да би се направио нови низ знакова, због рекурзије. Ако се овај процес може наставити без краја, тако да постоје бескрајно дугачки низови знакова, број јединствених низова знакова било ког језика је пребројиво бесконачан. Међутим, ако неки низ знакова у Вавилонској библиотеци мора бити коначне дужине, онда ће библиотека садржати ограничен број јединствених низова знакова и на тај начин не може садржати све могуће изговоре знакова, упркос тврдњама наратора.

### Квинова редукција
В.Ф.О. Квин је у једном кратком есеју приметио занимљиву чињеницу да је вавилонска библиотека коначна (тј. теоретски ћемо у једном тренутку историје доћи до тачке у којој је све написано) и да се Библиотека може у целини изградити тако што ћемо просто ставити тачку на једно парче папира и црту на друго. Ови папири би се онда могли насумично смењивати, чиме би настао текст у Морзовом коду, или еквивалентном бинарном коду; који би могао читати онај ко помера папире напред-назад. Ово показује да би се Библиотека заправо могла ставити под контролу и да је свако са папиром и оловком може створити у пар секунди.

## Вредност мисаоног експеримента
Библиотека садржи око {\displaystyle 25^{1,312,000}\approx 1.956\times 10^{1,834,097}} књига. Само један „аутентичан” примерак, заједно са свим варијантама које садрже само неколико штампарских грешака, заузео би толико простора да би се могао испунити видљиви део свемира.
- Аутентични примерак: {\displaystyle 1}
- Варијанти са једном грешком: {\displaystyle 24\times 1.312.000} = 31.488.000
- Варијанти са тачно две грешке: {\displaystyle 24^{2}{\tbinom {1.312.000}{2}}} = 495.746.694.144.000
- Варијанти са тачно три грешке: {\displaystyle 24^{3}{\tbinom {1.312.000}{3}}} = 5.203.349.369.788.317.696.000
- Варијанти са тачно четири грешке: {\displaystyle 24^{4}{\tbinom {1.312.000}{4}}} = 40.960.672.578.684.980.713.193.472.000

Највеће библиотеке садрже неколико десетина милиона јединица (књига, часописа итд).
У својој књизи „Ван контроле”, Кевин Кели посвећује поглавље концепту који је Борхес представио. Између осталог, он предлаже да су библиотекари били у великој заблуди у вези природе неких „бесмислених” књига. Неке од њих су свакако копије других књига, неке су исписане супституционом шифром, друге фонетски, неке измишљеним језицима итд. Кели указује на претпоставку да је свака књига у библиотеци читљива, ако би је дешифровали како треба. Ово наликује филозофској идеји Имануела Канта да дефинисањем правила свемира, ми стварамо правила свемира. Пошто су библиотекари претпостављали да су бесмислене књиге управо то, они су можда одбацили више примерака Упутстава према Крмезном шестоугаонику са места на којем стојите, само зато што су били исписани шифром. Поред тога, пошто су, по дефиницији, ту све могуће књиге, такође има и књига лажи и нетачности. На сваки примерак кодекса библиотеке, постојаће много примерака лажних кодекса, у којима ће се тврдити да су неке лажне књиге истините и неке истините књиге лажне. Укратко, свака просторија у библиотеци може бити Крмезни шестоугаоник.
Кели затим креће на умно путовање Библиотеком, схватајући да књига насловљена са „Кевин Кели: Ван Контроле” лежи скривена негде у њој. Тај примерак књиге би био бољи од оног који он тренутно пише. Затим долази до обрта, када он схвати да би више времена провео тражећи такву књигу, него да је сам напише. Враћа се филозофском испитивању библиотеке примећујући да међу бесмислицама библиотеке постоје и дела изнад људске способности писања, једноставно на основу дефиниције да се у њој налазе све могуће књиге, па и таква дела. Библиотека не може бити оштећена уништењем иједне од њених књига, јер мада је свака књига јединствена, постоји много књига које се разликују за само једно слово. Библиотека је искушење, јер нуди такве драгуље просветљења и онда их затрпава у обмани. Закључује рекавши да се сваки текст, укључујући његов, може разматрати као да је извучен из Библиотеке ауторовим чином дефинисања потраге слово по слово, док се не стигне до текста који је довољно близу оном који је намеравао да напише. Теоретски, текст је већ постојао, али га је требало пронаћи чином ауторове маште.

## Утицај на касније писце
- Постмодерни роман Умберта Ека, Име руже (из 1980. године) садржи лавиринтску библиотеку, којом управља слепи монах по имену Хорхе од Бургоса.
- У „Вавилонској мрежи” (енгл. The Net of Babel), објављеној 1995. године, Дејвид Лангфорд замишља компјутеризовану Библиотеку, којој се лако приступа. Ово помаже библиотекарима у трагању за конкретним текстом, истовремно наглашавајући узалудност таквих потрага, јер оне могу пронаћи било шта, али ништа смислено. У наставку се иде даље с многим Борхесовим темама, наглашавајући истовремено разлику између података (енгл. data) и информације (енгл. information), такође и сатиризујући интернет.
- „Теорија ничега” Расела Стандиша[7] користи концепт Вавилонске библиотеке да илуструје како би ултимативни ансамбл, који садржи све могуће описе, у крајњем збиру садржао нула информација и тиме био најједноставније могуће објашњење за постојање свемира. Ова теорија тако имплицира реалност свих универзума.
- Михаел Енде користи идеју о Универзуму шестоугаоних књига у храму са хиљаду врата из књиге „Бескрајна прича”, где храм садржи све могуће карактеристике врата у замишљеној стварности. Каснија поглавља исте књиге садржи теорему бесконачног мајмуна.
- Тери Прачет користи концепт бесконачне библиотеке у својој серији књига Дисксвет. Мудри библиотекар је људски чаробњак претворен у орангутана.
- Незамислива математика Борхесове Вавилонске библиотеке (дело из 2008. године) проучава приповетку из угла математике. Аутор по имену Вилијам Блох анализира Борхесову хипотетичку библиотеку коришћењем идеја из топологије, теорије информација и геометрије.[8]
- Мило Манара, у шаљивој приповеци названој Фон (жаргон за телефон), уводи у причу астронаута и његовог ванземаљског пријатеља насукане на планети по имену Борхес Пророк. Планета је пренатрпана књигама које садрже све могуће пермутације слова.
- Стивен Л. Пек написао је роман под називом Кратак боравак у паклу (2012. године) у којем протагониста мора пронаћи књигу која садржи његову животну причу, што је својеврсна постхумна реплика Борхесове Вавилонске библиотеке.
- Писци сценарија за филм Међузвездани, Џонатан Нолан и Кристофер Нолан, наводе протагонисту Купера, кога глуми Метју Меконахи, да буде заробљен у свету који је истоветан оном описаном у Борхесовој Вавилонској библиотеци. Куперов универзум састоји се од огромног броја суседних шестоугаоних просторија, или библиотека, од којих свака садржи основна средства за живот човека. Иако је поредак и садржај књига насумичан и наизглед потпуно бесмислен, Купер је у стању да, премештањем књига, утиче на „стваран” свет и као такав је аналоган „Човеку из Књиге”, месију помињаног у Вавилонској библиотеци.[9][10][11]
- Џонатан Базил је креирао Вавилонску библиотеку у дигиталном формату, на свом сајту http://libraryofbabel.info, где је Библиотека прилагођена на енглески језик. Алгоритам који је осмислио генерише „књиге” итерацијом сваке пермутације од 26 слова, размака, запете и тачке. Свака књига означена је координатом, што одговара њеном месту у шестоугаоној библиотеци (одређено именом шестоугла, бројем зида, бројем полице и називом књиге) тако да се свака књига може наћи на истом месту увек. Аутор тврди да се на сајту налазе „све могуће странице од 3200 знака, што чини отприлике 104677 књига”.[12]